# Alexandru Stoica
Alexandru Iulian Stoica (sinh ngày 30 tháng 6 năm 1997) là một cầu thủ bóng đá người România thi đấu ở vị trí tiền đạo cho Dunărea Călărași theo dạng cho mượn từ Viitorul Constanța.

## Danh hiệu

### Câu lạc bộ
Viitorul Constanța
- Liga I: 2016–17